# Едріан Моліна
Едріан Моліна (англ. Adrian Molina або англ. Adrián Molina; нар. 23 серпня 1985, Юба-Сіті, Каліфорнія) — американський мультиплікатор, художник-розкадровник, сценарист, кінорежисер і автор текстів пісень.
Уродженець Північної Каліфорнії, мексиканського походження. Виріс у Грасс-Веллі, штат Каліфорнія, закінчив середню школу Беар-Рівер у 2003 році, після чого вступив до Каліфорнійського інституту мистецтв, який закінчив 2007 року.
Працює в кінокомпанії Pixar з 2007 року, де починав як 2D-аніматор у мультфільмі «Рататуй». Пізніше він став художником розкадрування, працюючи над фільмами «Історія іграшок 3» (2010) та «Університет монстрів» (2013). Після написання сценарію для «Доброго динозавра» (2015), Моліна почав працювати як сценарист для мультфільму «Коко» (2017), а пізніше став його співрежисером.
Пише сценарій і режисує для Pixar оригінальний повнометражний фільм під назвою «Еліо» (англ. Elio). Прем'єра фільму запланована на 1 березня 2024 року.
Ілюстратор «Маленької золотої книжки» (англ. Little Golden Books) для «Історії іграшок 3».

## Особисте життя
Моліна - гей. Він одружений з Райаном Дулі з 2011 року